# Wechselwirkungsbild

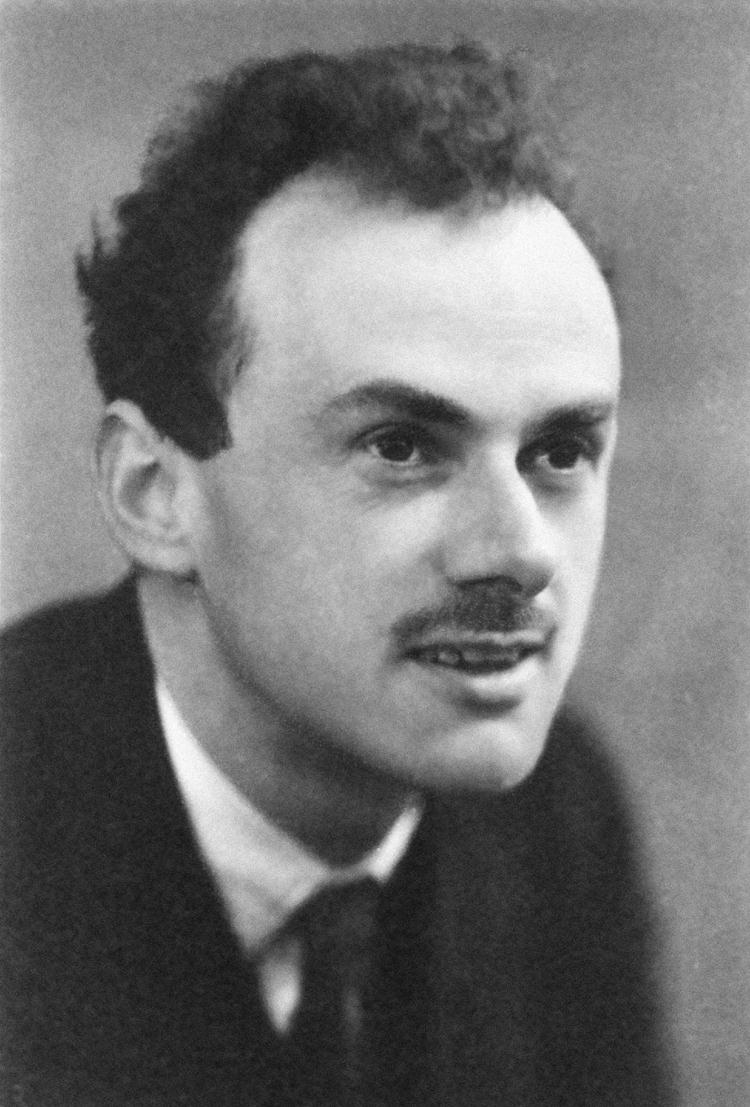
Paul Dirac (1933)

Das Wechselwirkungsbild (auch bezeichnet als Wechselwirkungsdarstellung bzw. nach Paul Dirac als Dirac-Bild oder Dirac-Darstellung) ist in der Quantenmechanik ein Modell für den Umgang mit zeitabhängigen Problemen unter Berücksichtigung von Wechselwirkungen.
Es ist dem Heisenberg- und dem Schrödinger-Bild weitgehend äquivalent, d. h. alle physikalisch relevanten Größen (Skalarprodukte, Eigenwerte usw.) bleiben die gleichen (siehe auch Mathematische Struktur der Quantenmechanik).
Zur Kennzeichnung, dass man das Wechselwirkungsbild verwendet, werden Zustände und Operatoren gelegentlich mit dem Index „I“ (wie engl. interaction) oder „D“ (wie Dirac-Bild) versehen: {\displaystyle |\psi _{\rm {D}}(t)\rangle } bzw. {\displaystyle {\hat {A}}_{\rm {D}}(t)\,.}

## Geschichte
Das Wechselwirkungsbild wurde 1926 von Paul Dirac in die Quantenmechanik eingeführt. In Zusammenhang mit Quantenelektrodynamik wurde das Wechselwirkungsbild auch von Shin’ichirō Tomonaga, Dirac und (in einer unveröffentlichten Arbeit als Student am City College of New York) von Julian Schwinger (1934) eingeführt. Die Behandlung der relativistischen Quantenfeldtheorie im Wechselwirkungsbild mit Zweiter Quantisierung fand danach Eingang in die Standardlehrbücher.

## Annahmen
Im Wechselwirkungsbild gelten folgende Annahmen:
- Der Hamilton-Operator des Systems ist gegeben durch {\displaystyle {\hat {H}}={\hat {H}}_{0}+{\hat {H}}_{1}}, wobei
  - {\displaystyle {\hat {H}}_{0}=\operatorname {const} } der zeitunabhängige Hamilton-Operator des ungestörten Systems ist
  - {\displaystyle {\hat {H}}_{1}} die durch die Wechselwirkung verursachte Störung beschreibt, die zeitabhängig sein kann.

Es kann nützlich sein, eine solche formale Aufspaltung des Hamiltonoperators auch dann herbeizuführen, wenn keine Wechselwirkung vorliegt.
- Zustände sind zeitabhängig: {\displaystyle |\psi \rangle =|\psi (t)\rangle }, ihre Dynamik wird beschrieben durch die angepasste Schrödinger-Gleichung.
- Operatoren sind ebenfalls zeitabhängig: {\displaystyle {\hat {A}}={\hat {A}}(t)}, ihre Dynamik ist gegeben durch die angepasste Heisenbergsche Bewegungsgleichung.
- Nur bestimmte Rechnungen sind im Dirac-Bild einfacher durchzuführen. Als bestes Beispiel dient hier die Herleitung der zeitabhängigen Störungstheorie.

## Beschreibung
Der Grundgedanke des Wechselwirkungsbildes besteht darin, die zeitliche Entwicklung des Systems, die von {\displaystyle {\hat {H}}_{0}} verursacht wird, in die zeitliche Abhängigkeit der Operatoren zu stecken, während die von {\displaystyle {\hat {H}}_{1}} verursachte Zeitabhängigkeit in die Entwicklung des Zustandes eingeht.
Dazu werden zwei Zeitentwicklungsoperatoren definiert:
- der „normale“, mit dem – wie in Zeitentwicklungsoperator erklärt – {\displaystyle {\hat {H}}} definiert wird:

{\displaystyle {\hat {U}}(t,t_{0})={\hat {T}}\left[\exp \left(-{\frac {\mathrm {i} }{\hbar }}\int _{t_{0}}^{t}{\hat {H}}(t^{\prime })\mathrm {d} t^{\prime }\right)\right]}
mit dem Zeitordnungsoperator {\displaystyle {\hat {T}}}
- der nur von {\displaystyle {\hat {H}}_{0}} erzeugte Zeitentwicklungsoperator:

{\displaystyle {\hat {U}}_{0}(t,t_{0})=\exp \left(-{\frac {\mathrm {i} }{\hbar }}{\hat {H}}_{0}(t-t_{0})\right).}
Der Erwartungswert a des Operators {\displaystyle {\hat {A}}} muss in allen drei Bildern (Heisenberg-Bild: Index {\displaystyle _{H}}, Schrödinger-Bild: Index {\displaystyle _{S}}, Dirac) gleich sein:
{\displaystyle a=\langle \psi _{\text{S}}(t)|{\hat {A}}_{\text{S}}(t)|\psi _{\text{S}}(t)\rangle =\langle \psi _{\text{S}}(t)|\underbrace {{\hat {U}}_{0}(t,t_{0}){\hat {U}}_{0}^{\dagger }(t,t_{0})} _{1}\,{\hat {A}}_{\text{S}}(t)\,\underbrace {{\hat {U}}_{0}(t,t_{0}){\hat {U}}_{0}^{\dagger }(t,t_{0})} _{1}\,|\psi _{\text{S}}(t)\rangle }
{\displaystyle a=\langle \underbrace {{\hat {U}}_{0}^{\dagger }(t,t_{0})\psi _{\text{S}}(t)} _{\psi _{\text{D}}(t)}|\underbrace {{\hat {U}}_{0}^{\dagger }(t,t_{0})\,{\hat {A}}_{\text{S}}(t)\,{\hat {U}}_{0}(t,t_{0})} _{{\hat {A}}_{\text{D}}(t)}\,|\underbrace {{\hat {U}}_{0}^{\dagger }(t,t_{0})\psi _{\text{S}}(t)} _{\psi _{\text{D}}(t)}\rangle =\langle \psi _{\text{D}}(t)|{\hat {A}}_{\text{D}}(t)|\psi _{\text{D}}(t)\rangle }
Der zeitabhängige Operator {\displaystyle {\hat {A}}_{\rm {D}}(t)} ist wie im Heisenberg-Bild gegeben durch:
{\displaystyle {\begin{aligned}{\hat {A}}_{\rm {D}}(t)&={\hat {U}}_{0}^{\dagger }(t,t_{0})\,{\hat {A}}_{\rm {S}}(t)\,{\hat {U}}_{0}(t,t_{0})\\&={\rm {e}}^{{\frac {\mathrm {i} }{\hbar }}{\hat {H}}_{0}(t-t_{0})}\,{\hat {A}}_{\rm {S}}(t)\,{\rm {e}}^{-{\frac {\mathrm {i} }{\hbar }}{\hat {H}}_{0}(t-t_{0})}\end{aligned}}}
Der zeitabhängige Zustand  {\displaystyle |\psi _{\rm {D}}(t)\rangle } kann nur indirekt – über die Reduktion des (im Schrödinger-Bild) vollständig die Dynamik beschreibenden Zustandes {\displaystyle |\psi _{\rm {S}}(t)\rangle } um den von {\displaystyle {\hat {H}}_{0}} verursachten Anteil seiner Zeitentwicklung – definiert werden:
{\displaystyle |\psi _{\rm {D}}(t)\rangle ={\hat {U}}_{0}^{\dagger }(t,t_{0})\,|\psi _{\rm {S}}(t)\rangle ={\rm {e}}^{{\frac {\mathrm {i} }{\hbar }}{\hat {H}}_{0}(t-t_{0})}\,|\psi _{\rm {S}}(t)\rangle }
Damit lässt sich der Operator {\displaystyle {\hat {H}}_{1{\rm {D}}}(t)} definieren:
{\displaystyle {\hat {H}}_{1{\rm {D}}}(t)={\hat {U}}_{0}^{\dagger }(t,t_{0})\,{\hat {H}}_{1{\rm {S}}}(t)\,{\hat {U}}_{0}(t,t_{0})={\rm {e}}^{{\frac {\mathrm {i} }{\hbar }}{\hat {H}}_{0}(t-t_{0})}\,{\hat {H}}_{1{\rm {S}}}(t)\,{\rm {e}}^{-{\frac {\mathrm {i} }{\hbar }}{\hat {H}}_{0}(t-t_{0})}}
Der zeitlich unabhängige Anteil des Hamiltonoperators {\displaystyle {\hat {H}}_{0}} ist im Wechselwirkungsbild identisch mit dem im Schrödinger-Bild:
{\displaystyle {\hat {H}}_{0{\rm {D}}}(t)={\hat {H}}_{0{\rm {S}}}}
Die Dynamik der Zustände wird (ähnlich dem Schrödinger-Bild) beschrieben durch die Gleichung:
{\displaystyle \mathrm {i} \hbar {\frac {\partial }{\partial t}}|\psi _{\rm {D}}(t)\rangle ={\hat {H}}_{1{\rm {D}}}(t)\,|\psi _{\rm {D}}(t)\rangle }
Die Dynamik der Operatoren wird (wie im Heisenberg-Bild) beschrieben durch die Heisenbergsche Bewegungsgleichung, mit dem nicht zeitabhängigen Hamilton-Operator {\displaystyle {\hat {H}}_{0}}, der das ungestörte System beschreibt:
{\displaystyle \mathrm {i} \hbar {\frac {{\rm {d}}{\hat {A}}_{\rm {D}}}{{\rm {d}}t}}=\left[{\hat {A}}_{\rm {D}}(t),{\hat {H}}_{0}\right]+\mathrm {i} \hbar {\frac {\partial {\hat {A}}_{\rm {D}}}{\partial t}}}
Mit {\displaystyle {\hat {H}}_{1{\rm {S}}}={\hat {H}}_{1{\rm {D}}}=0} geht das Dirac-Bild in das Heisenberg-Bild über.
Zum Zeitpunkt {\displaystyle t_{0}} stimmen alle drei Bilder überein:
{\displaystyle {\hat {A}}_{\text{D}}(t_{0})={\hat {A}}_{\text{H}}(t_{0})={\hat {A}}_{\text{S}}(t_{0})}
{\displaystyle |\psi _{\text{D}}(t_{0})\rangle =|\psi _{\text{H}}(t_{0})\rangle =|\psi _{\text{S}}(t_{0})\rangle }

## Herleitung der Bewegungsgleichungen
Zur Vorbereitung werden die zeitlichen Ableitungen von {\displaystyle {\hat {U}}_{0}} und {\displaystyle {\hat {U}}_{0}^{\dagger }} ermittelt:
{\displaystyle {\begin{aligned}&{\frac {\partial }{\partial t}}{\hat {U}}_{0}(t,t_{0})={\frac {\partial }{\partial t}}\operatorname {e} ^{-{\frac {\mathrm {i} }{\hbar }}{\hat {H}}_{0}(t-t_{0})}=\operatorname {e} ^{-{\frac {\mathrm {i} }{\hbar }}{\hat {H}}_{0}(t-t_{0})}\left(-{\frac {\mathrm {i} }{\hbar }}{\hat {H}}_{0}\right)=-{\frac {\mathrm {i} }{\hbar }}{\hat {U}}_{0}(t,t_{0})\,{\hat {H}}_{0}=-{\frac {\mathrm {i} }{\hbar }}{\hat {H}}_{0}\,{\hat {U}}_{0}(t,t_{0})\\&{\frac {\partial }{\partial t}}{\hat {U}}_{0}^{\dagger }(t,t_{0})={\frac {\partial }{\partial t}}\operatorname {e} ^{{\frac {\mathrm {i} }{\hbar }}{\hat {H}}_{0}(t-t_{0})}=\operatorname {e} ^{{\frac {\mathrm {i} }{\hbar }}{\hat {H}}_{0}(t-t_{0})}\left({\frac {\mathrm {i} }{\hbar }}{\hat {H}}_{0}\right)={\frac {\mathrm {i} }{\hbar }}{\hat {U}}_{0}^{\dagger }(t,t_{0})\,{\hat {H}}_{0}={\frac {\mathrm {i} }{\hbar }}{\hat {H}}_{0}\,{\hat {U}}_{0}^{\dagger }(t,t_{0})\end{aligned}}}
Bewegungsgleichung für die Zustände:
{\displaystyle {\begin{aligned}\mathrm {i} \hbar {\frac {\partial }{\partial t}}|\psi _{\text{D}}(t)\rangle &=\mathrm {i} \hbar {\frac {\partial }{\partial t}}{\hat {U}}_{0}^{\dagger }(t,t_{0})\,|\psi _{\text{S}}(t)\rangle =\underbrace {\left(\mathrm {i} \hbar {\frac {\partial }{\partial t}}{\hat {U}}_{0}^{\dagger }(t,t_{0})\right)} _{{\hat {U}}_{0}^{\dagger }(t,t_{0})(-{\hat {H}}_{0})}\,|\psi _{\text{S}}(t)\rangle +{\hat {U}}_{0}^{\dagger }(t,t_{0})\underbrace {\left(\mathrm {i} \hbar {\frac {\partial }{\partial t}}\,|\psi _{\text{S}}(t)\rangle \right)} _{({\hat {H}}_{0}+{\hat {H}}_{1{\rm {S}}})|\psi _{\text{S}}(t)\rangle }\\&={\hat {U}}_{0}^{\dagger }(t,t_{0}){\hat {H}}_{1{\text{S}}}(t)\,|\psi _{\text{S}}(t)\rangle =\underbrace {{\hat {U}}_{0}^{\dagger }(t,t_{0}){\hat {H}}_{1{\text{S}}}(t){\hat {U}}_{0}(t,t_{0})} _{{\hat {H}}_{1{\rm {D}}}(t)}\underbrace {{\hat {U}}_{0}^{\dagger }(t,t_{0})\,|\psi _{\text{S}}(t)\rangle } _{|\psi _{\text{D}}(t)\rangle }={\hat {H}}_{1D}(t)|\psi _{\text{D}}(t)\rangle \end{aligned}}}
Bewegungsgleichung für die Operatoren:
{\displaystyle {\begin{aligned}\mathrm {i} \hbar {\frac {{\text{d}}{\hat {A}}_{\text{D}}}{{\text{d}}t}}&=\mathrm {i} \hbar {\frac {\text{d}}{{\text{d}}t}}\left({\hat {U}}_{0}^{\dagger }\,{\hat {A}}_{\text{S}}\,{\hat {U}}_{0}\right)=\underbrace {\left(\mathrm {i} \hbar {\frac {\text{d}}{{\text{d}}t}}{\hat {U}}_{0}^{\dagger }\,\right)} _{-{\hat {H}}_{0}{\hat {U}}_{0}^{\dagger }}{\hat {A}}_{\text{S}}\,{\hat {U}}_{0}+{\hat {U}}_{0}^{\dagger }\,{\hat {A}}_{\text{S}}\underbrace {\left(\mathrm {i} \hbar {\frac {\text{d}}{{\text{d}}t}}\,{\hat {U}}_{0}\right)} _{{\hat {U}}_{0}{\hat {H}}_{0}}+\mathrm {i} \hbar \underbrace {{\hat {U}}_{0}^{\dagger }\left({\frac {\partial }{\partial t}}{\hat {A}}_{\text{S}}\right)\,{\hat {U}}_{0}} _{\frac {\partial {\hat {A}}_{\text{D}}}{\partial t}}\\&=-{\hat {H}}_{0}\underbrace {{\hat {U}}_{0}^{\dagger }\,{\hat {A}}_{\text{S}}\,{\hat {U}}_{0}} _{{\hat {A}}_{\text{D}}}+\underbrace {{\hat {U}}_{0}^{\dagger }\,{\hat {A}}_{\text{S}}\,{\hat {U}}_{0}} _{{\hat {A}}_{\text{D}}}{\hat {H}}_{0}+\mathrm {i} \hbar {\frac {\partial {\hat {A}}_{\text{D}}}{\partial t}}=\left[{\hat {A}}_{\text{D}},{\hat {H}}_{0}\right]+\mathrm {i} \hbar {\frac {\partial {\hat {A}}_{\text{D}}}{\partial t}}\end{aligned}}}